# Carnegiella
Carnegiella – rodzaj małych, słodkowodnych ryb kąsaczokształtnych z rodziny pstrążeniowatych (Gasteropelecidae).

## Występowanie
Ameryka Południowa – dorzecze Amazonki.

## Klasyfikacja
Gatunki zaliczane do tego rodzaju:
- Carnegiella marthae – topornica mała[3], pstrążenica mała[4]
- Carnegiella myersi – pstrążenica Myersa[5]
- Carnegiella schereri
- Carnegiella strigata – topornica marmurkowa[3], pstrążenica marmurkowa[4], pstrążenica marmurkowana[6]

Gatunkiem typowym jest Gasteropelecus strigatus (C. strigata).

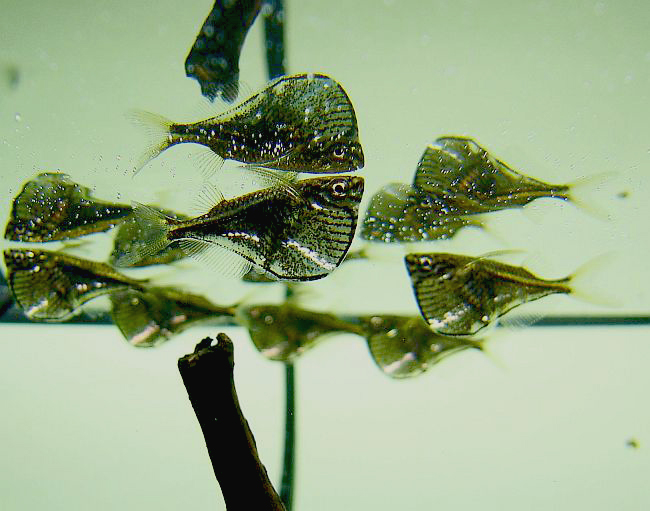
Carnegiella marthae